# شالیزار

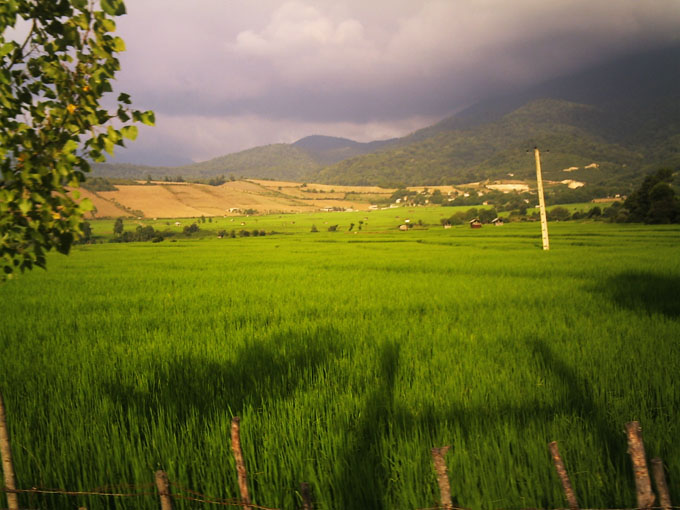
شالیزاری در مازندران

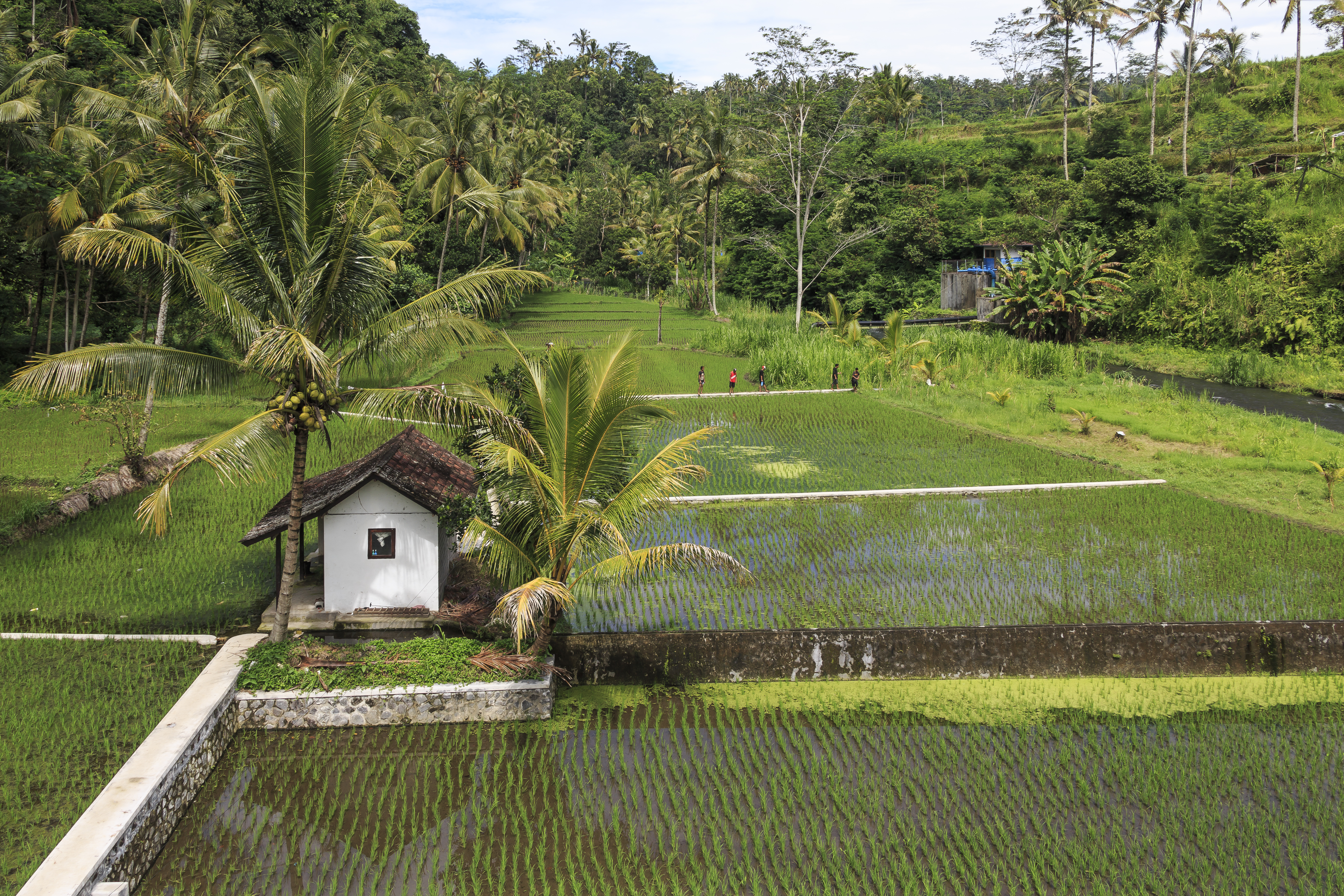
شالیزار برنج در بالی، اندونزی

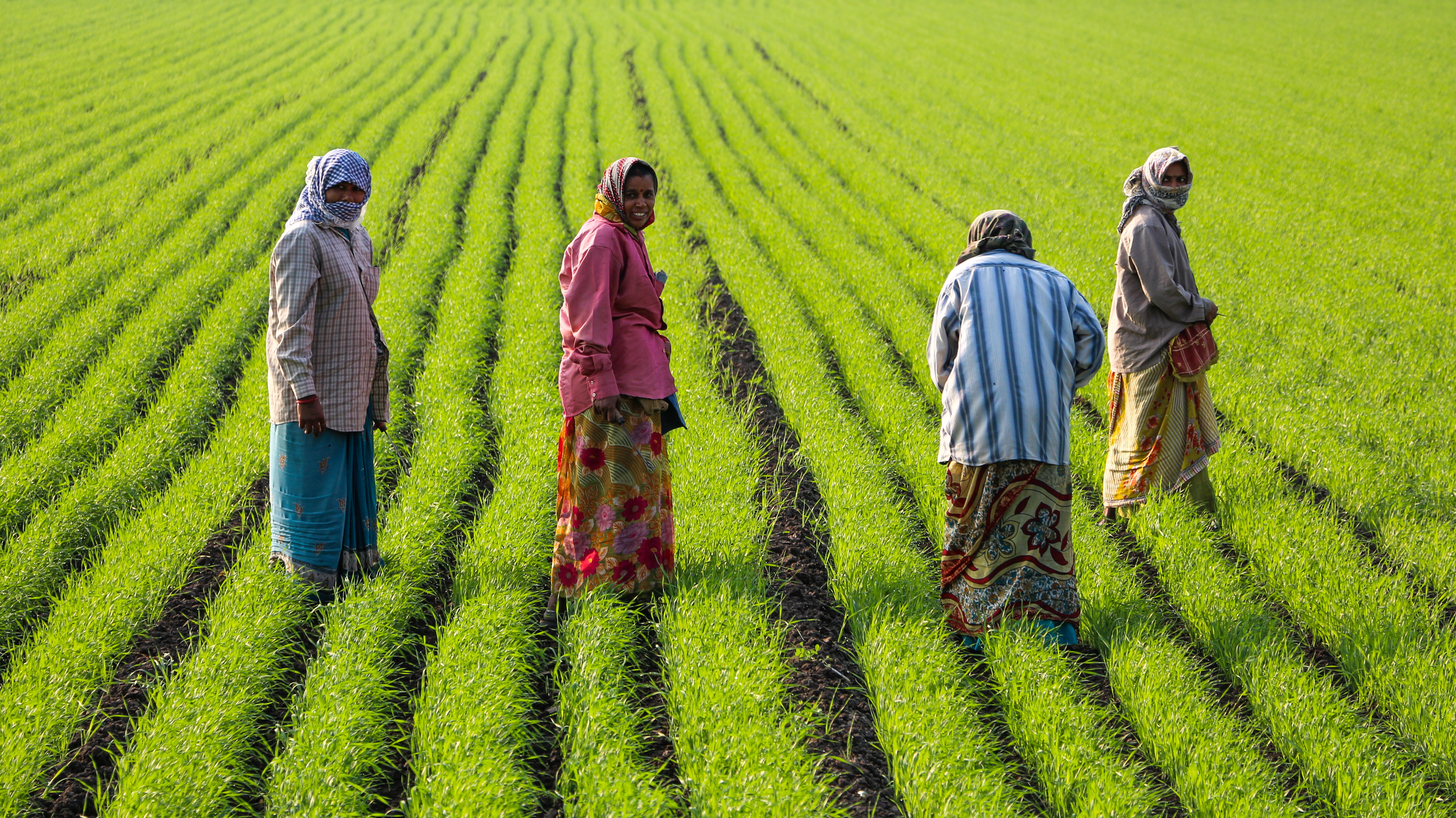
زنان در کاشت برنج در شالیزارها و درو کردن آن نقش اصلی را دارند. شالی‌کارها معمولاً به دلایل مشکلات این کار عموماً به انواع بیماری‌ها مبتلا می‌شوند.

شالیزار یا بیجار (در گیلان)، زمین کشاورزی است که در آن برنج کاشته می‌شود. برای کاشت برنج ابتدا باید آن را در محوطه کوچکی رشد داد و بعد از آن به شالیزار منتقل کرد. شالیزارهای در حال کاشت همیشه پرآب هستند.
آب بز نیاز برای شالیزارها از آب چاه یا آب‌بندانها تأمین می‌شود. کم‌آبی بدترین مشکل برای شالیکاران است.

## بیماری شالیزار
بیماری تب شالیزار (لپتوسپیروز) گونه‌ای از بیماری مشترک بین دام و انسان است که از شالیزارها ایجاد می‌شود. علائم بیماری بیشتر تب، لرز و درد عضلانی می‌باشد. عامل بیماری از طریق چشم، دهان، بینی و زخم‌های روی پوست وارد بدن می‌شود.

## نام های مرتبط به شالیزار
شالیز، شالی، شارلیز (زبان گیلکی), و شالیزه از نمونه نام هایی است دخترانه که از شالیزار گرفته شده است.

## نگارخانه

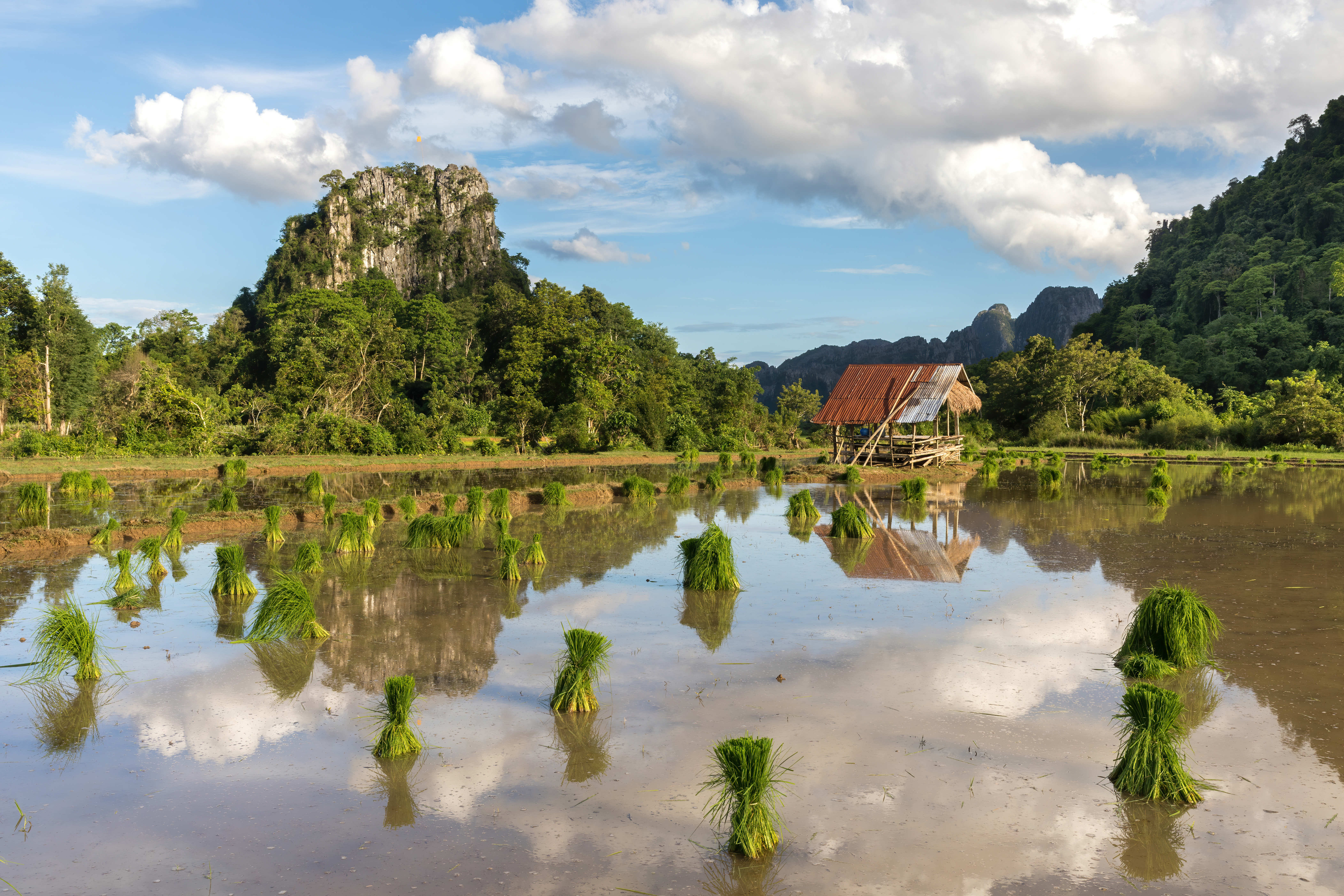
شالیزاری در ونگ وینگ، لائوس
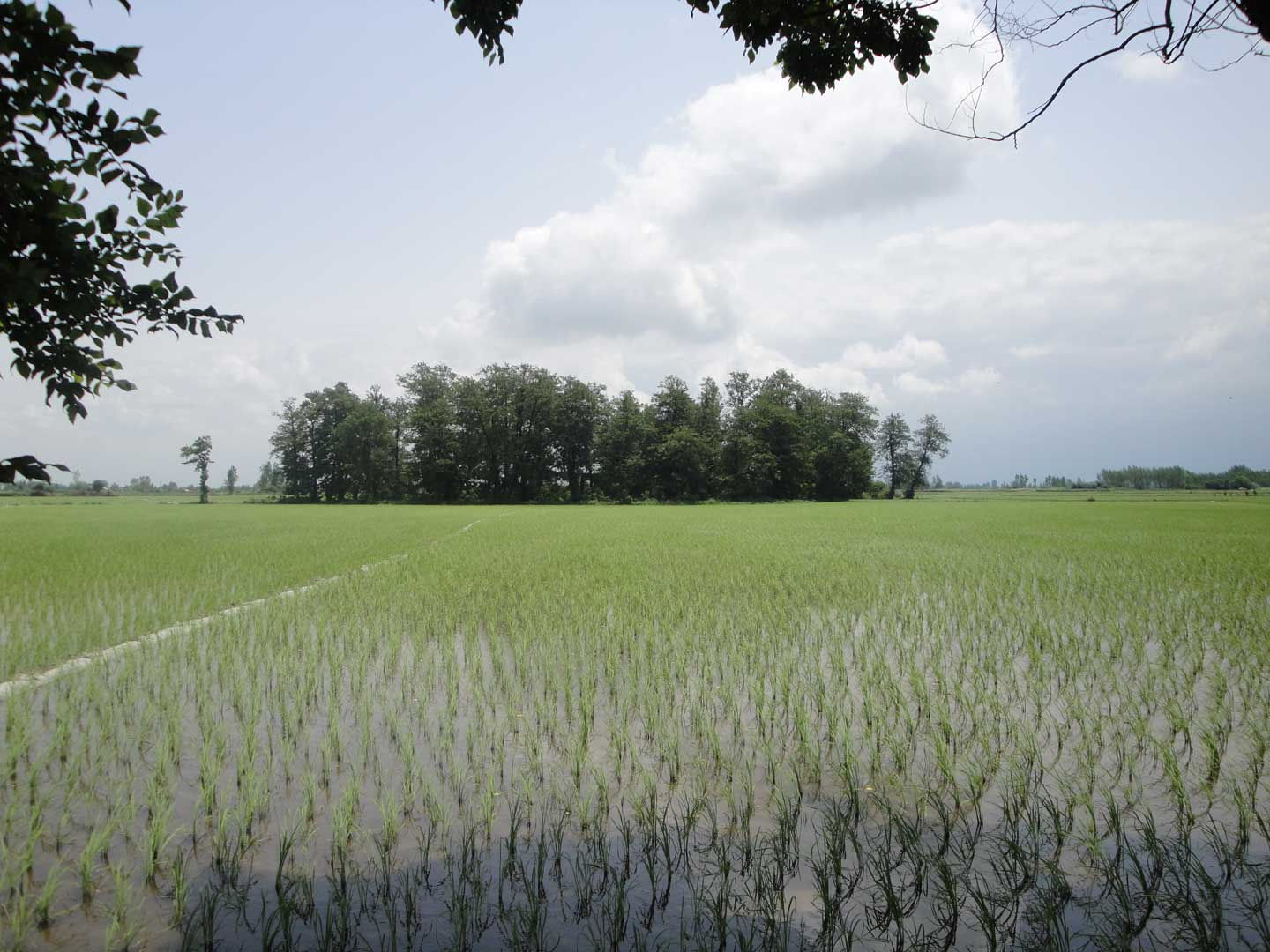
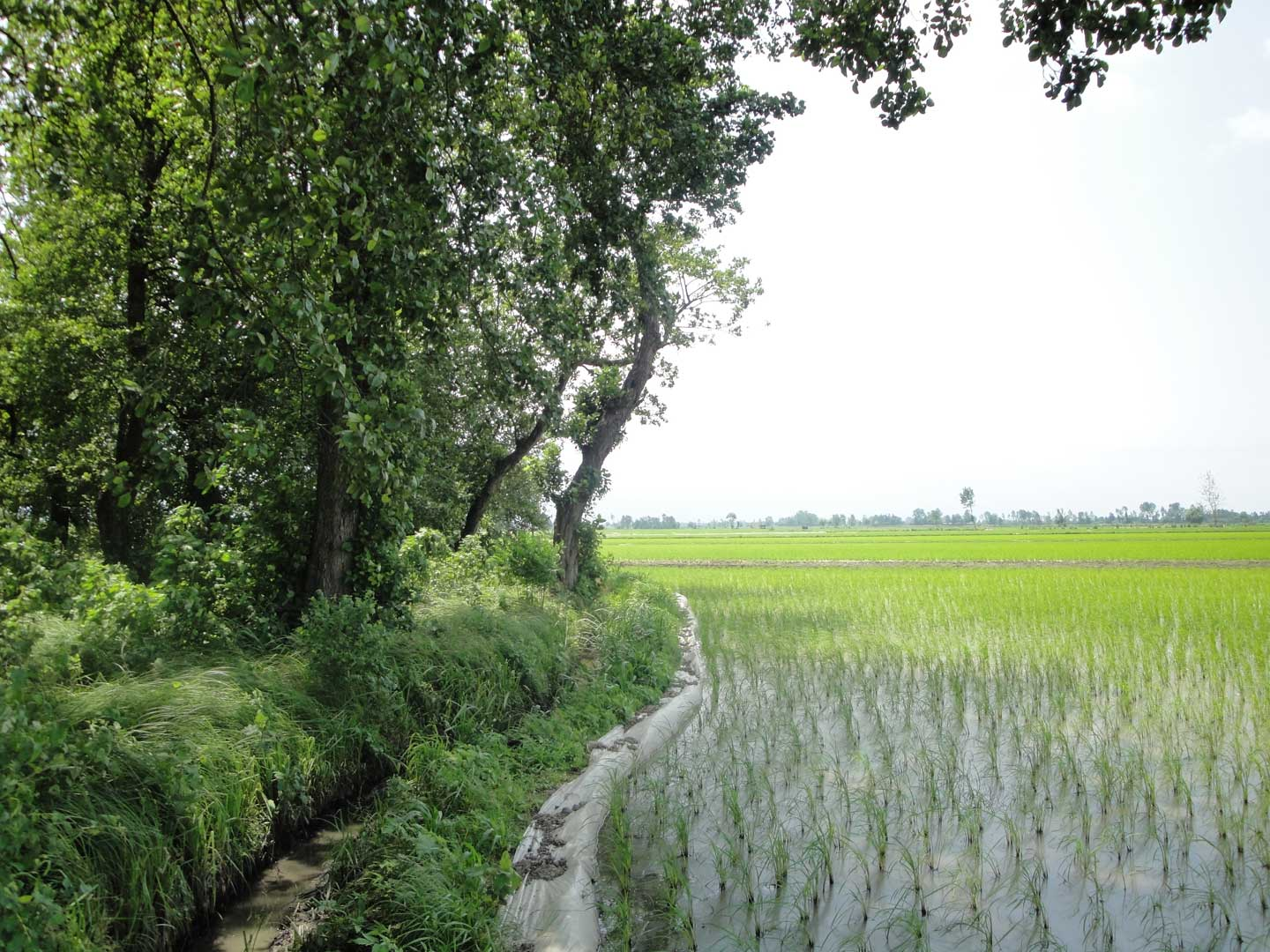
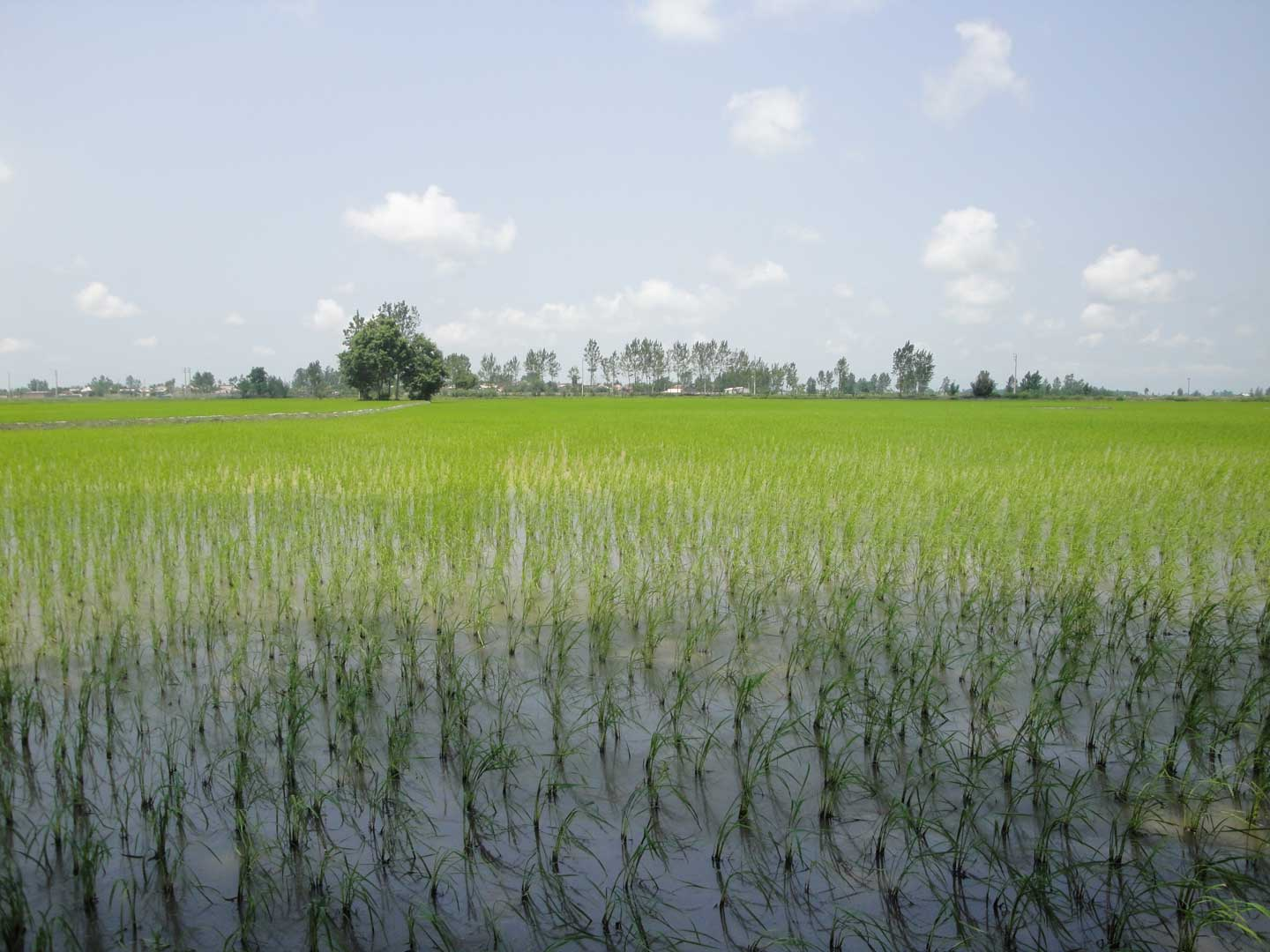
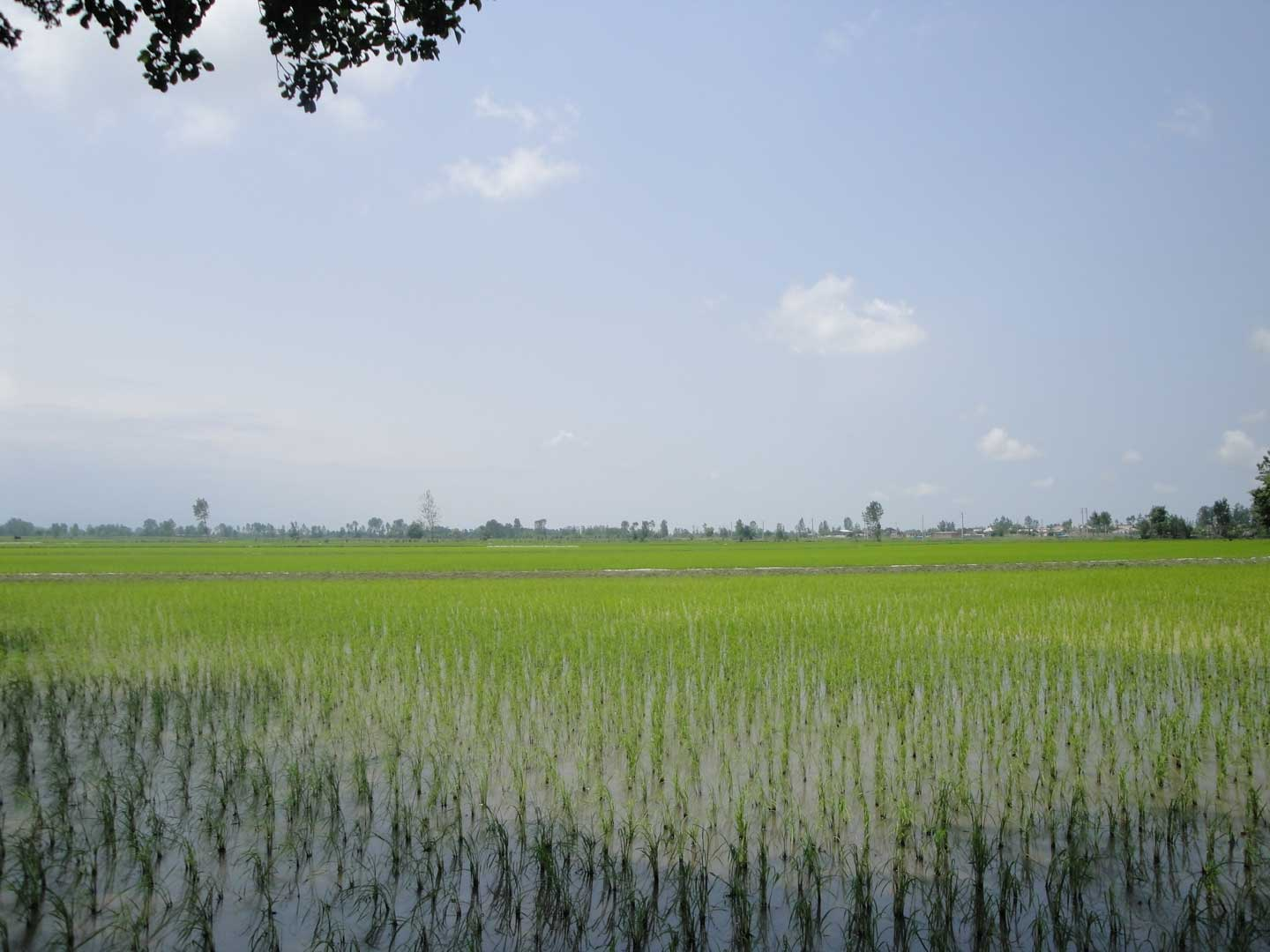
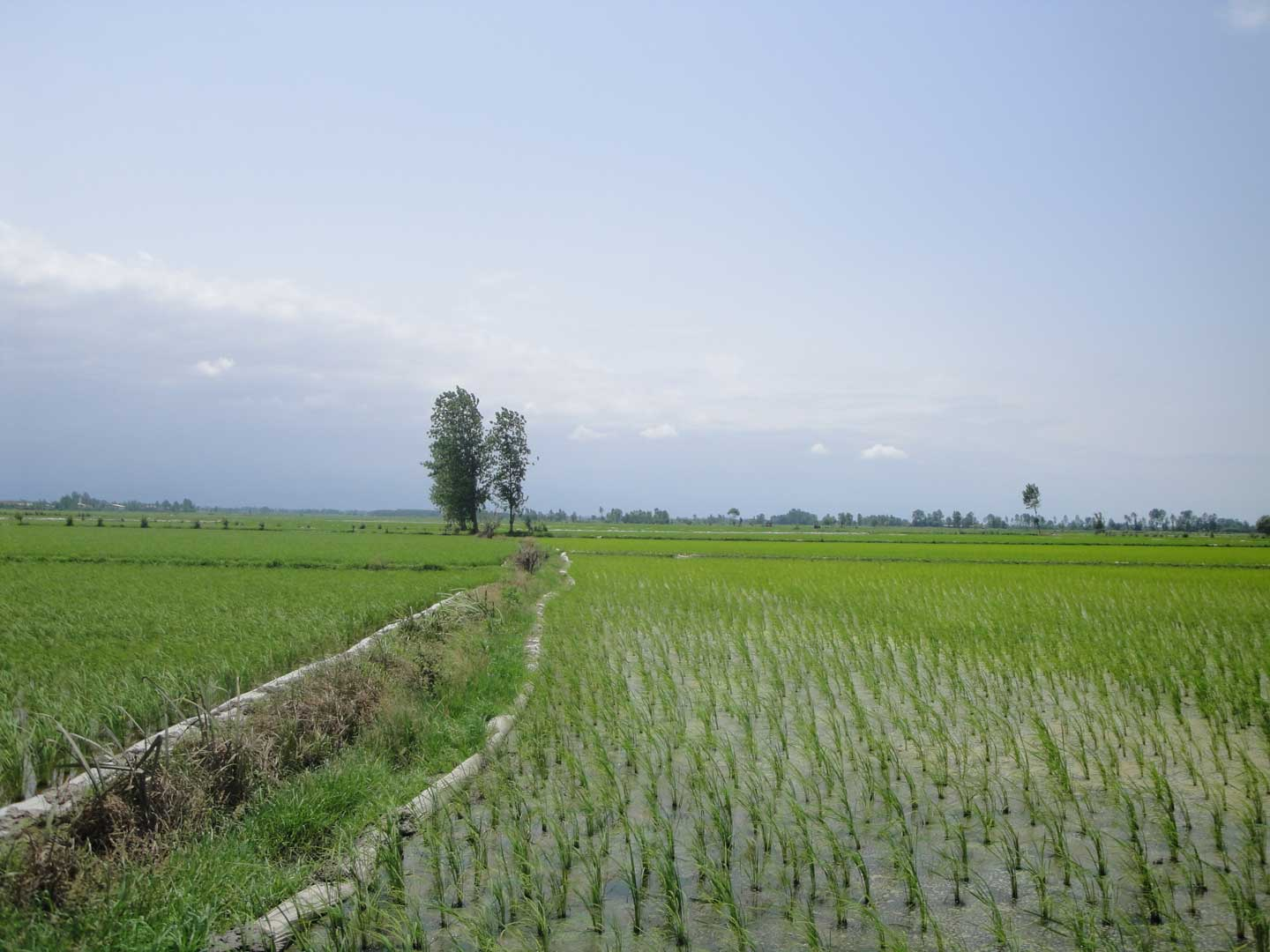
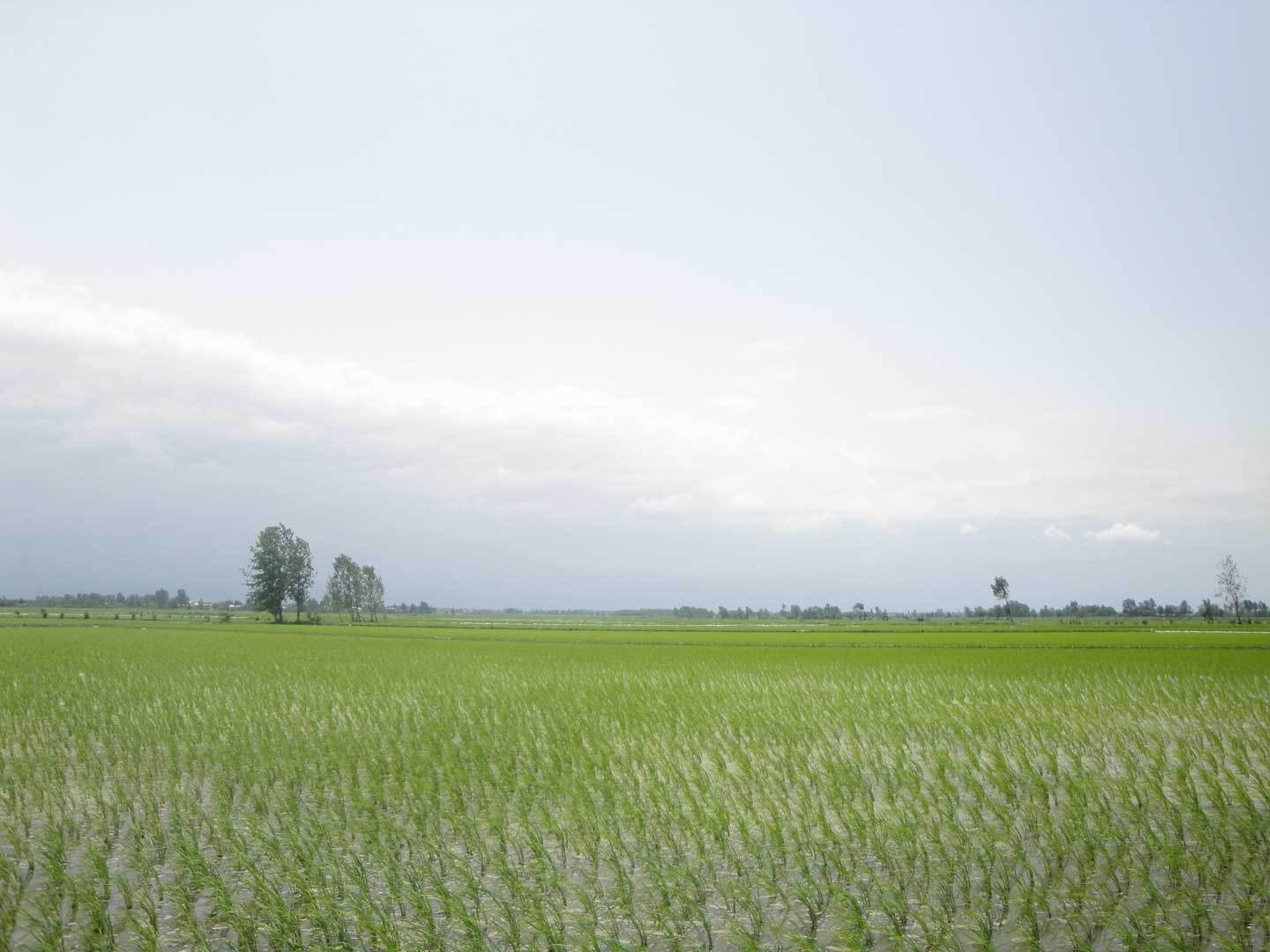
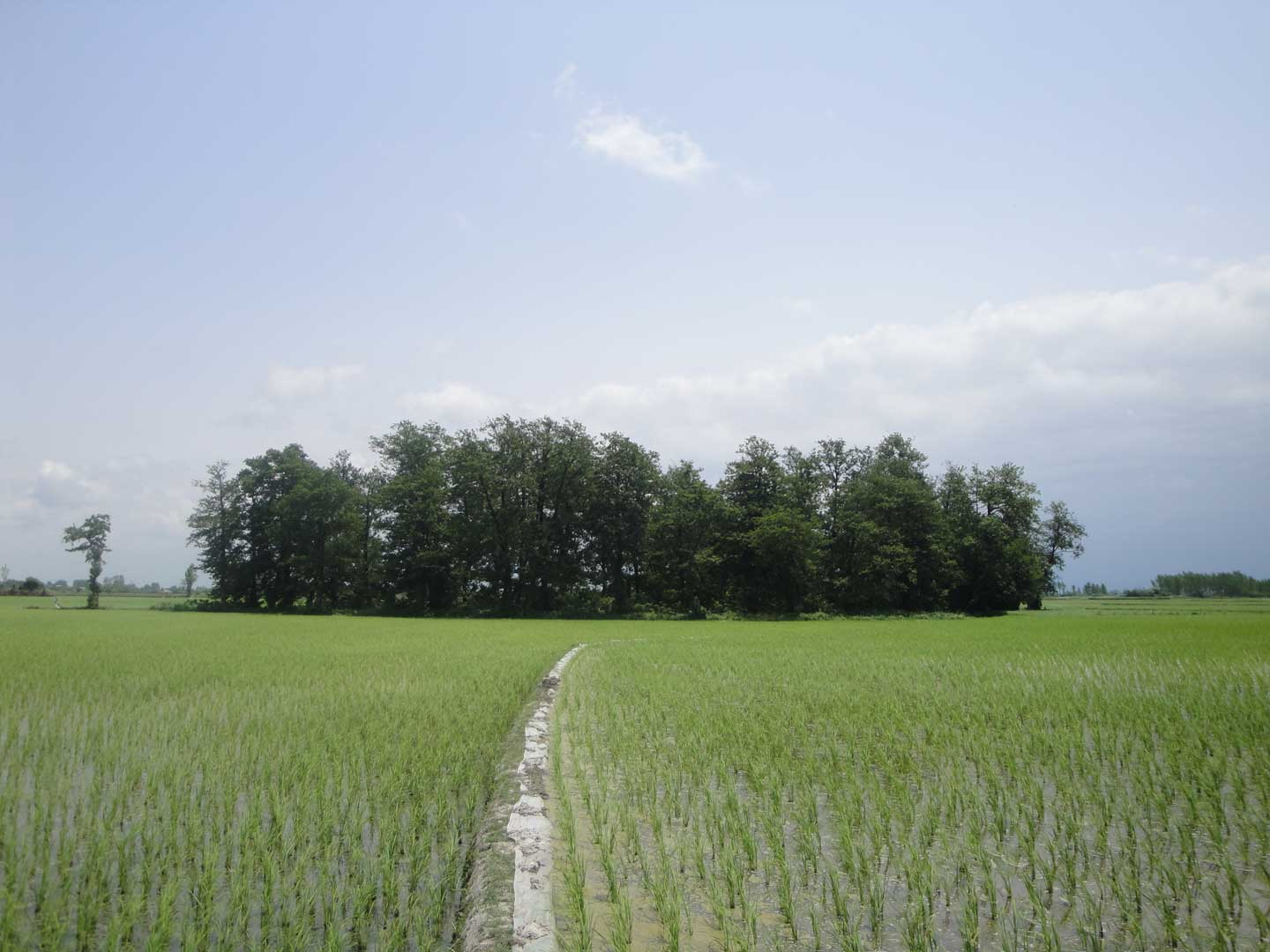
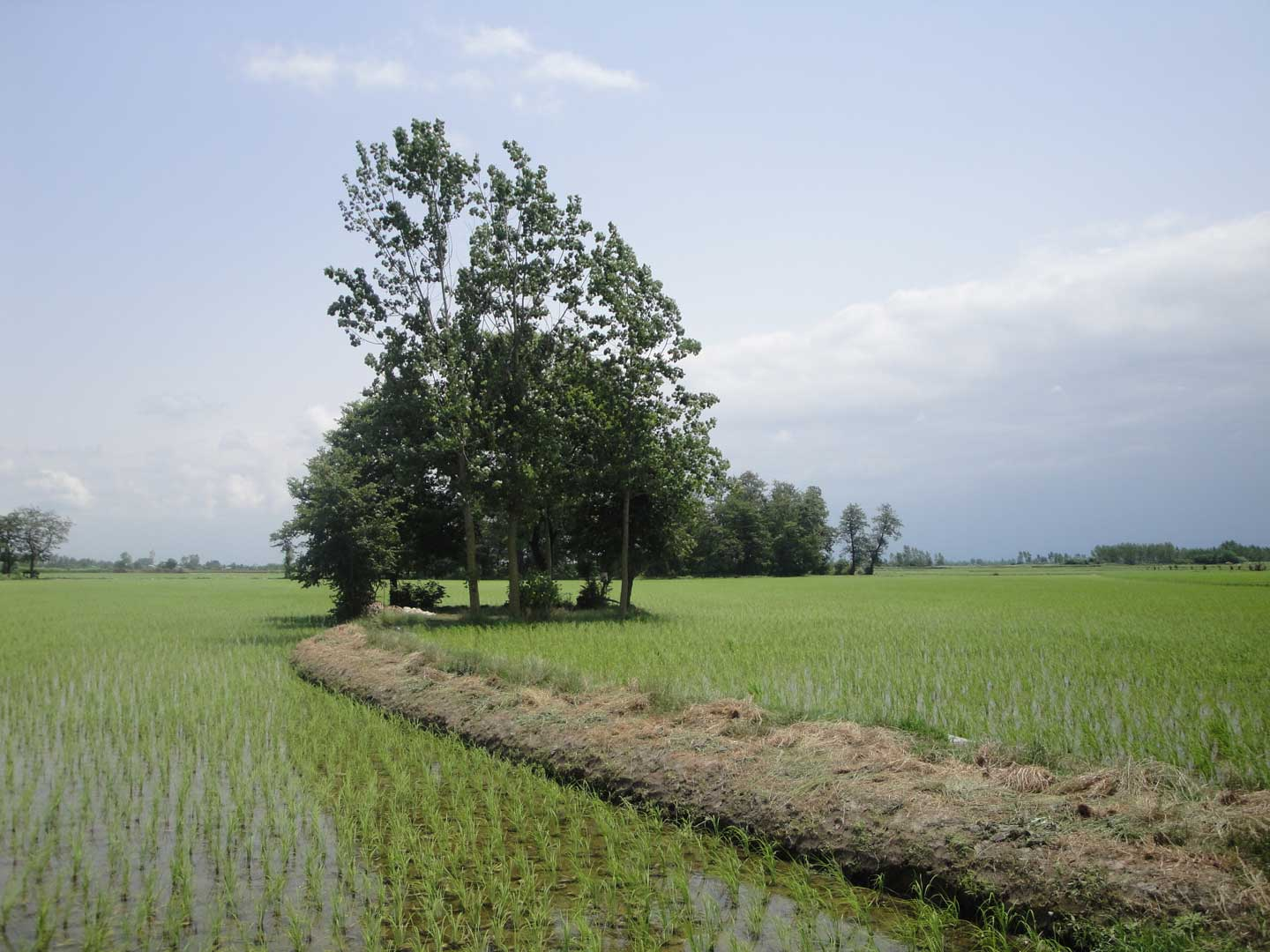
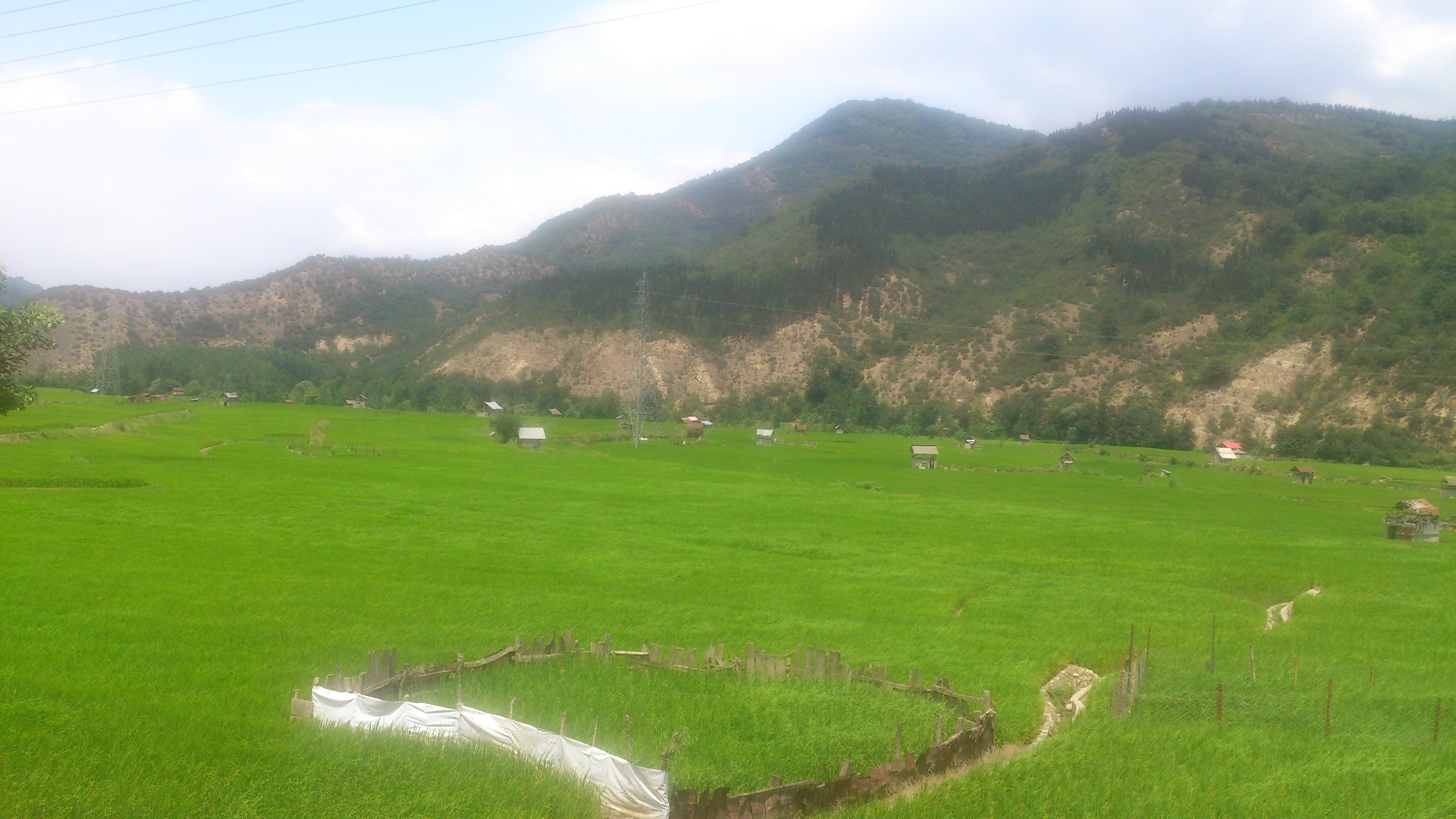
شالیزاری در شمال ایران